# Tonestus eximius
Tonestus eximius là một loài thực vật có hoa trong họ Cúc. Loài này được (H.M.Hall) A.Nelson & J.F.Macbr. miêu tả khoa học đầu tiên năm 1918.